# Reinhard Rauball
 (décembre 2018).
Si vous disposez d'ouvrages ou d'articles de référence ou si vous connaissez des sites web de qualité traitant du thème abordé ici, merci de compléter l'article en donnant les références utiles à sa vérifiabilité et en les liant à la section « Notes et références ».
Le Dr. Reinhard Rauball (né le 25 décembre 1946) est un homme politique allemand, membre du SPD, avocat et dirigeant de football.
Il est connu pour avoir servi plusieurs fois en tant que président de l'équipe de football BV 09 Borussia Dortmund et a également été brièvement ministre de la Justice de Rhénanie-du-Nord-Westphalie. En plus de présider le Borussia Dortmund, il est également président de la Ligue allemande de football depuis août 2007. De novembre 2015 à avril 2016, il était président par intérim de la Fédération allemande de football avec Rainer Koch.
Le 30 janvier 2022, Rauball a officiellement acquis Persikota Tangerang.